# Antoni Juzyczyński
Antoni Juzyczyński, též Antoni Juzuczyński (1815 – říjen 1886), byl rakouský řeckokatolický duchovní a politik rusínské (ukrajinské) národnosti z Haliče, v 2. polovině 19. století poslanec Říšské rady.

## Biografie
Působil jako profesor na Lvovské univerzitě a rektor duchovního semináře. Od roku 1864 byl kustodem a v letech 1882–1885 kapitulní katedrály v Přemyšli.
Angažoval se i v politice. Byl poslancem Haličského zemského sněmu. Ten ho roku 1861 zvolil do Říšské rady (celostátního parlamentu), tehdy ještě volené nepřímo zemskými sněmy. Zastupoval kurii venkovských obcí v Haliči, obvod Žovkva. Znovu se do Říšské rady dostal v prvních přímých volbách roku 1873, za kurii venkovských obcí v Haliči, obvod Přemyšl, Bircza, Mościska atd. V roce 1873 se uvádí jako Anton Juzyczyński, řeckokatolický duchovní, bytem Přemyšl. V parlamentu zastupoval provládní Rusínský klub. Ten v roce 1873 čítal 15-16 poslanců (jeden poslanec, Stepan Kačala, kolísal mezi rusínským a polským táborem). Juzyczyński náležel mezi 10 rusínských poslanců z řad řeckokatolického kléru. Jako člen Rusínského klubu se uvádí i v roce 1878.
Zemřel v říjnu 1886 ve věku 71 let.